# Chakkirako
Le Chakkirako (チャッキラコ) est une danse rituelle, accompagnée de chants, de la ville de Miura (Préfecture de Kanagawa, Japon).
Elle est pratiquée le 15 janvier, lors de la célébration du Nouvel An, dans des sanctuaires locaux ou dans les maisons de la  communauté, pour attirer la prospérité et des pêches abondantes.
Une petite vingtaine de jeunes filles, de 5 à 12 ans, dansent, accompagnées par un chœur a cappella de femmes plus âgées. La danse se fait sur deux rangs face à face ou bien en cercle. Les danseuses tiennent dans leurs mains des lamelles de bambou qu’elles font claquer l’une contre l’autre, ce qui produit un son dont l’onomatopée a donné le nom à la danse.
La danse est inscrite sur la Liste représentative du patrimoine culturel immatériel de l'humanité de l'UNESCO.